# Shalom Dov Wolpo

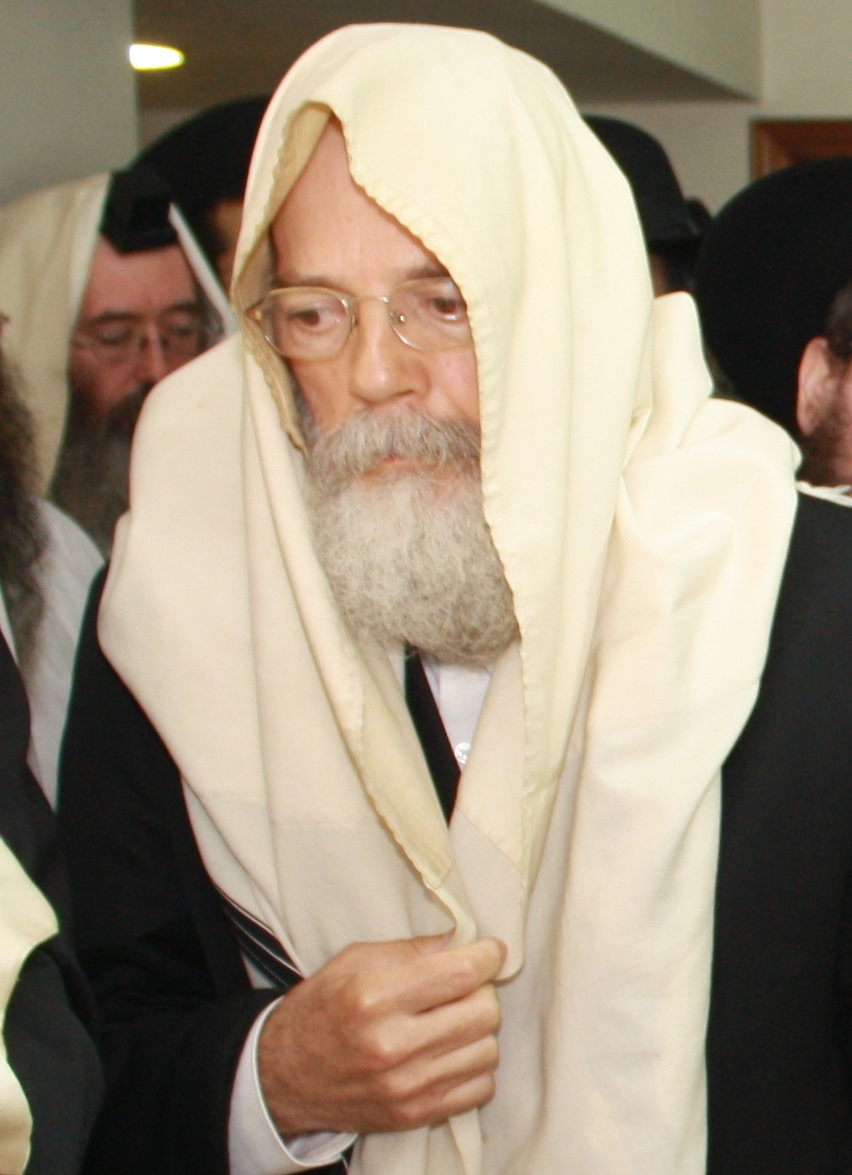
Shalom Dov Wolpo (2010)

Rabbi Shalom Dov Wolpo (auch Sholom Ber Wolpe; hebräisch שלום דוב וולפא; * 1948) ist ein israelischer Publizist, Chabad-Lubawitsch-Rabbiner und Politiker.

## Leben
Shalom Dov Wolpo gründete SOS Israel, eine militante israelische jüdische Bewegung, die Landkonzessionen an die Palästinenser ablehnt. Er meint, Eretz Israel, das Land Israel, sei unantastbar, Landkonzessionen an die Palästinenser aus halachischen Gründen und wegen des Prinzips von Großisrael verboten. Daher gründete er am 11. November 2008 die rechtsextreme Partei Eretz Jisra’el Shelanu in Israel.
Er schrieb mehr als 40 Bücher auf Hebräisch, meist auch zu halachischen Themen und zu Menachem Mendel Schneerson.